# Marie Galante (obra de teatro)
Marie Galante es una obra de Jacques Deval (1934), basado en su novela del mismo título (1931), con una importante música escénica de Kurt Weill. La obra Marie Galante de Jacques Deval fue popularizada por la música escénica de Kurt Weill con sus canciones (palabras coescritas por Roger Fernay). La obra se estrenó el 22 de diciembre de 1934 en el Teatro Hébertot. La obra fue adaptada al cine por Henry King con Spencer Tracy (1934). Una versión radiofónica fue grabada en el año 1951 con Jeanne Moreau. 

## Las canciones y piezas musicales[1]
- Introducción (instrumental)
- Les Filles de Bordeaux ("Las muchachas de Burdeos", canción)
- Intermezzo (instrumental)
- Marche de l'armée panaméenne ("Marcha del ejército panameño", instrumental)
- Scène au Dancing ("Escena en el dancing", instrumental)
- Youkali, Tango (tango-habanera instrumental, completada en 1935 con las palabras de Roger Fernay)
- J'attends un navire (canción)
- L'Arreglo religioso (instrumental)
- Tengo quattince ce años (instrumental)
- Le Roi d'Aquitaine (canción)
- J'ai une âme blanche (cántico)
- Le Train du ciel (coro)
- Yo le dije al caporal (canción)
- Le Grand Lustucru (palabras a partir de una canción popular, Le Grand Lustukru, recogida por Théodore Botrel).

## Discografía
- Grabación de la música original[2]
  - Joy Bogen, soprano, Orchestre de St. Luke, dir. Victor Symonette (CD Koch Schwann).
  - Loes Luca, soprano, Ensemble Dreigroschen, dir. Giorgio Bernasconi (CD Assai)
  - Loes Luca, soprano, Willem Breuker Kollektief (CD BVHaast).
  - Lysbeth Riemersma, vocals, Dreigroschen Orchester, dir. Peter Kleine Schaars (CD Aliud).
- Grabación de las canciones: 
  - Ute Lemper singts Kurt Weill Vol. 2 (Decca, 1993). Las letras de cinco canciones (Les Filles de Bordeaux, Le Grand Lustucru, Le Roi d'Aquitaine, J'attends un navire y un coro, Le Train du Ciel) son atribuidas a Jacques Deval y Roger Fernay. La letra de Youkali se atribuye sólo a Roger Fernay.
  - Kurt Weill - Berlin - Paris - Broadway - 1928-1938, 2 CD (EPM,2000). Cuatro canciones (Le Grand Lustucru, J'attends un navire,  Le Roi d'Aquitaine, Les Filles de Bordeaux) son interpretadas por Florelle, y una (J'attends un navire) por Lys Gauty. En el CD el papel de Roger Fernay se ignora.
  - Cathy Berberian ha grabado numerosas veces Le Grand Lustucru (ejemplo: CD Nel Labirinto della Vocce, Ermitage, 1993).